# Anomis argentipuncta
Anomis argentipuncta är en fjärilsart som beskrevs av Kobes 1983. Anomis argentipuncta ingår i släktet Anomis och familjen nattflyn. Inga underarter finns listade i Catalogue of Life.